# Berberis hsuyunensis
Berberis hsuyunensis là một loài thực vật có hoa trong họ Hoàng mộc. Loài này được P.K.Hsiao & W.C.Sung mô tả khoa học đầu tiên năm 1985.